# Zigaboo Modeliste
Joseph „Zigaboo“ Modeliste (* 28. Dezember 1948, auch Zig oder Ziggy) ist ein US-amerikanischer Schlagzeuger. Als Teil der Band The Meters war er insbesondere durch die Entwicklung des Second Line Funk einflussreich, einer Vereinigung des klassischen Funk-Drummings mit Musiktraditionen aus New Orleans.

## Karriere, Stil und Einfluss

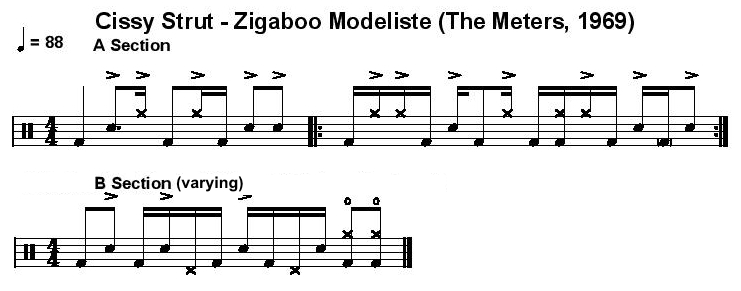
Cissy Strut (1969) – bekanntester Groove von Zigaboo

Modeliste wurde 1969 siebzehnjährig Gründungsmitglied der Meters. Seit dem Debütalbum The Meters, das den bekannten Groove Cissy Strut enthält, spielte er auf allen Alben bis zur Auflösung 1977 und wirkte als Ko-Autor an der Entstehung vieler Stücke mit.
Daneben spielte er u. a. mit den Rolling Stones, Keith Richards, Dr. John und Harry Conick, Jr. Zigaboo veröffentlichte außerdem ab dem Jahr 2000 auch Alben unter eigenem Namen. Mit Zigaboo Modeliste: The Originator of New Orleans Funky Drumming (2012) existiert auch eine Lehr-DVD.
Modeliste entwickelte einen innovativen Stil, der zahlreiche andere Schlagzeuger beeinflusste. Charakteristisch für sein Spiel ist die teils ungewöhnliche Orchestrierung – Zigaboo gilt auch als ein Vordenker linearer Grooves –, gepaart mit starker Synkopierung und einer „gebrochenen“ Rhythmik. Cissy Strut kann als exemplarisch für diesen spezifischen Stil gelten, jedoch finden sich in seinem Drumming auch Grooves mit vielen Ghost Notes und deutlichen Anleihen an klassische Clyde-Stubblefield-Grooves (z. B. bei Live Wire).
Zu seinen bekannten, stilprägenden Groove-Kreationen zählen neben den genannten auch Look-Ka Py Py (gleichnamiges Album, 1970) oder Jungle Man (Rejuvenation, 1974).
Seine Grooves leben auch im Hip-Hop weiter, gesamplet von z. B. Musiq, Queen Latifah, Run DMC, N.W.A, Ice Cube, Salt-N-Pepa, Cypress Hill, EPMD, Public Enemy, Digable Planets, DJ Shadow, A Tribe Called Quest, Beastie Boys und Naughty by Nature.
Der Rolling Stone listete Modeliste 2016 auf Rang 18 der 100 größten Schlagzeuger aller Zeiten.

## Diskografie
Unter eigenem Namen
- 2000: Zigaboo.com (JZM Records)
- 2004: I'm On the Right Track (JZM Records)
- 2009: Funk Me Hard Live (JZM Records)
- 2011: New Life (JZM Records)

Mit The Meters bis 1977
→ The Meters#Diskografie